# Aphis grosmannae
Aphis grosmannae är en insektsart. Aphis grosmannae ingår i släktet Aphis och familjen långrörsbladlöss. Inga underarter finns listade i Catalogue of Life.